# Jolanta Brzeska
Jolanta Brzeska nascuda amb el nom de Krulikowska (Varsòvia, 25 de gener de 1947 - 1 de març de 2011) fou una activista social polonesa implicada en la defensa de llogaters desallotjats. Després de la mort de Jolanta Brzeska, la seva imatge va començar a ser utilitzada pels representants del moviment de llogaters com a símbol de la lluita contra els desnonaments, i la seva pròpia figura es va convertir en una inspiració per a la creació de textos culturals.

## Curriculum vitae

### Vida privada
Va néixer a una família de Varsòvia, el seu pare Franciszek i la seva maire Jadwiga Krulikowski de cognom de soltera Urbański. L'any 1962 es va graduar a l'escola secundària Antoni Dobiszewski. El desembre de 1967 es va casar amb Kazimierz Brzeski (nascut el 10 de gener de 1941 a Drobin, mort el 14 de desembre de 2007 a Varsòvia). Van tenir una filla, Magdalena. Va continuar la seva educació després del seu matrimoni i la va completar, aprovant els exàmens finals de secundària el 1970. Va treballar en empreses editorials i el seu darrer lloc de treball va ser l'Institut de Tecnologia Tèrmica de la Universitat de Tecnologia de Varsòvia. Des de l'any 2002, Jolanta Brzeska va participar en classes a la Universitat de la Tercera Edat.

### Activista social
L'any 2006, per la decisió de reprivatització de Mirosław Kochalski, l'habitatge del carrer Nabielaka 9 de Varsòvia, on vivia Brzeska, va passar a ser propietat dels hereus dels antics propietaris. El maig de 2006, el representant dels hereus va rescindir unilateralment el contracte d'arrendament de l'habitatge i va augmentar el lloguer per primera vegada. La parella Brzeski, juntament amb altres famílies en una situació similar, van fundar l'Associació de Llogaters de Varsòvia. L'any 2007, l'associació es va registrar oficialment i des d'aleshores agrupa persones que viuen en immobles retornats als descendents dels antics propietaris i que es troben en risc de desnonament. Jolanta Brzeska va rebre augments de lloguer diverses vegades, que van superar la seva pensió. Fins que va rebre un avís de desnonament per no haver pagat la totalitat del lloguer. L'advocat dels propietaris va intentar fer-los fora de l'apartament diverses vegades, però els mètodes de liquidació que va proposar mai es van implementar.
Jolanta Brzeska va participar en protestes relacionades amb l'aplicació de sentències de desnonament. Va proporcionar suport moral i va proporcionar els seus propis coneixements legals. També va mantenir un registre dels casos de desnonament, el seu progrés i el seu curs. Sovint participava en les reunions de l'Ajuntament de Varsòvia, exigint l'acceptació i l'execució de les demandes relacionades amb la defensa dels llogaters.

### Mort
L'1 de març de 2011, Jolanta Brzeska va abandonar l'apartament sense agafar, entre d'altres, cartera ni telèfon. Quatre dies després, la seva filla va denunciar la seva desaparició a la comissaria. Sis dies després d'haver abandonat l'apartament, es va relacionar un informe de persones desaparegudes amb el descobriment d'un cos de dona cremat trobat per un excursionista. Les proves genètiques van confirmar que el cos carbonitzat pertanyia a Jolanta Brzeska. L'autòpsia va demostrar que la causa directa de la mort va ser el xoc tèrmic, la intoxicació per monòxid de carboni i les cremades corporals extenses derivades del foc de querosè.
El funeral de Jolanta Brzeska va tenir lloc el 3 de gener de 2012 al cementiri municipal del sud de la ciutat de Varsòvia.

## Investigació

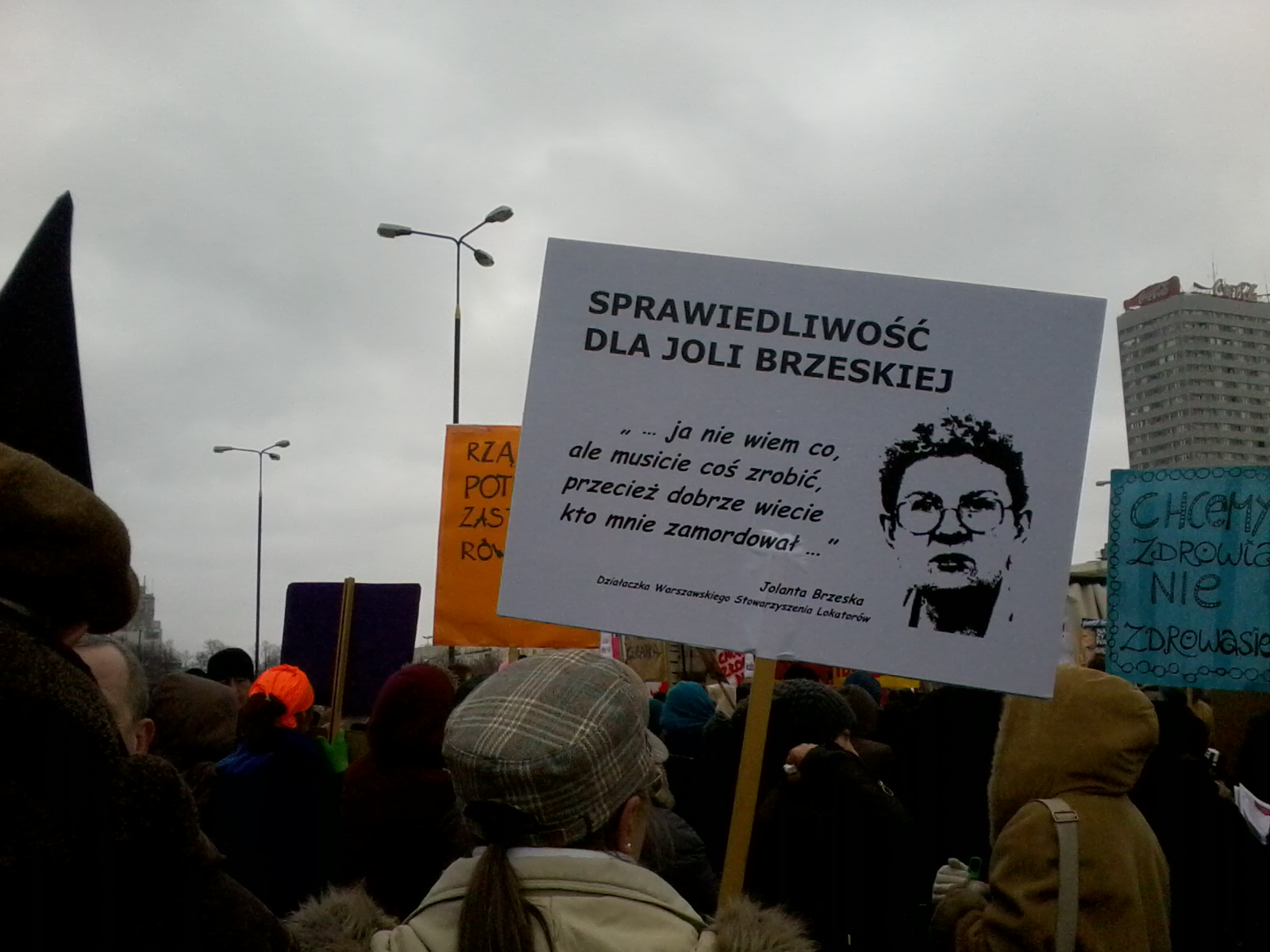
Una pancarta demanant una explicació per l'assassinat de Jolanta Brzeska, a una Manifestació de Varsòvia 2013

Després de la mort de Jolanta Brzeska, a la premsa van aparèixer nombrosos articles i columnes que presentaven la seva lluita pels drets dels llogaters, que intenten desfer-se dels hereus i dels nous propietaris de les cases establertes en el sistema anterior mitjançant el sistema d'allotjament. El cas de la mort de Jolanta Brzeska no s'ha resolt. En l'etapa inicial de la investigació l'any 2011, es van considerar tant la hipòtesi d'immolació com la d'homicidi. La policia va examinar les mostres preses de l'apartament de Brzeska uns dies després.
L'informe pericial revelat el febrer de 2013 excloïa la hipòtesi del suïcidi, la fiscalia va tenir en compte la possibilitat d'assassinat, i els possibles motius incloïen acords entre els propietaris dels locals i els habitatges. La investigació sobre la mort de Jolanta Brzeska es va suspendre el 8 d'abril de 2013 per no detectar els autors de l'acte criminal.

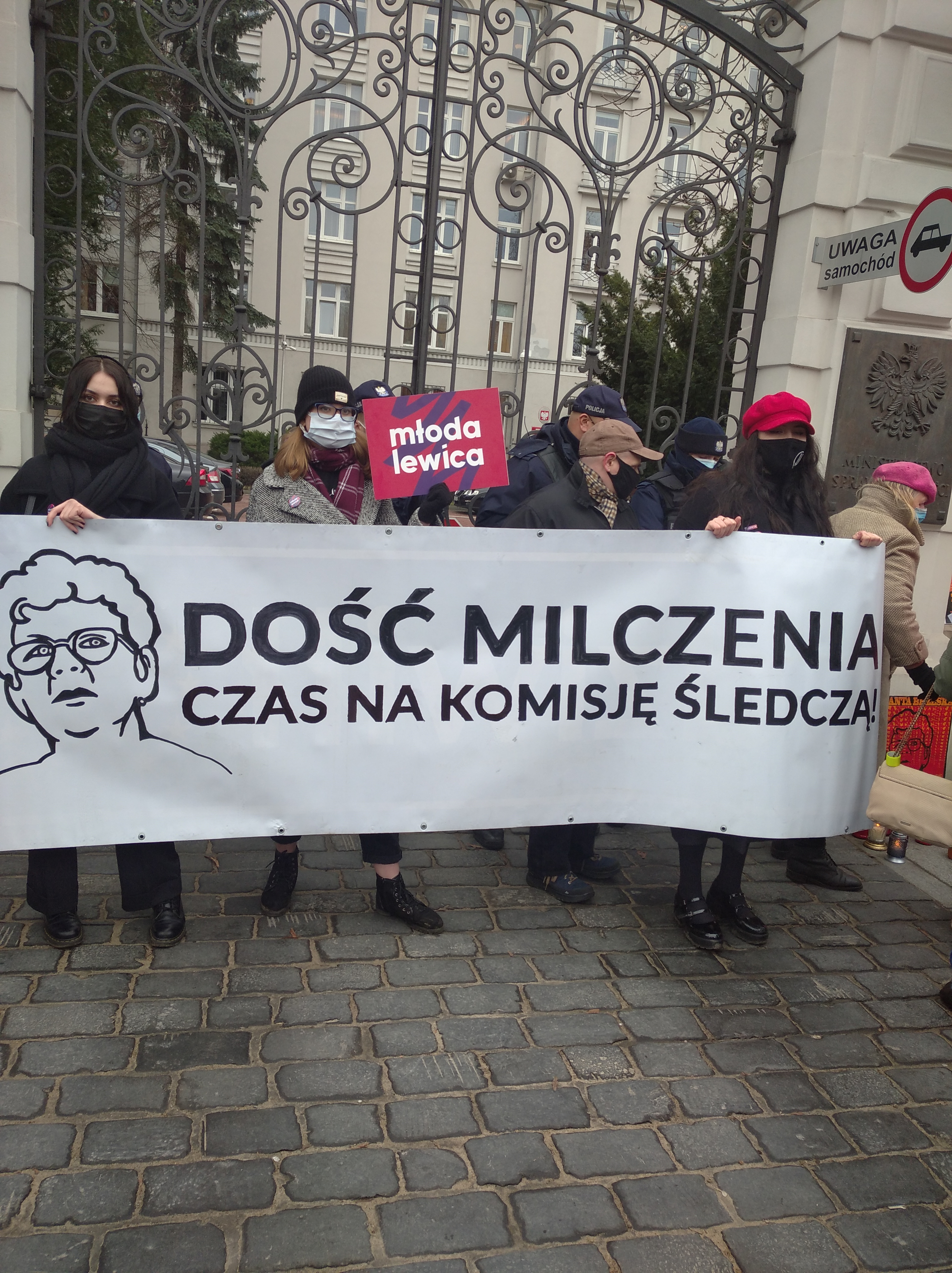
Manifestació davant el Ministeri de Justícia en el desè aniversari de la mort de Jolanta Brzeska - 1 de març de 2021.

El 19 d'agost de 2016, el ministre de Justícia i fiscal general Zbigniew Ziobro va anunciar la represa de la investigació sobre l'assassinat de Jolanta Brzeska i el va confiar a una fiscalia fora de Varsòvia. Paral·lelament, es van iniciar diligències contra els fiscals que portaven a terme la investigació anterior "per deficiències i omissions greus en la primera fase de la investigació relacionada amb l'explicació de les circumstàncies de la tràgica mort de Jolanta Brzeska". La Fiscalia General va acusar la primera investigació d'una qualificació errònia de l'acte, la manca d'un pla d'investigació, la participació de fiscals i agents sense experiència, l'examen inexacte del lloc on es va trobar el cadàver i la manca de recollida de proves o d'examinació molt després del succés. L'agost de 2021, la fiscalia va tornar a suspendre la investigació per no detectar l'autor. Al mateix temps, no va trobar cap error en les actuacions prèvies de la policia i la fiscalia.

## Cultura popular i commemoració

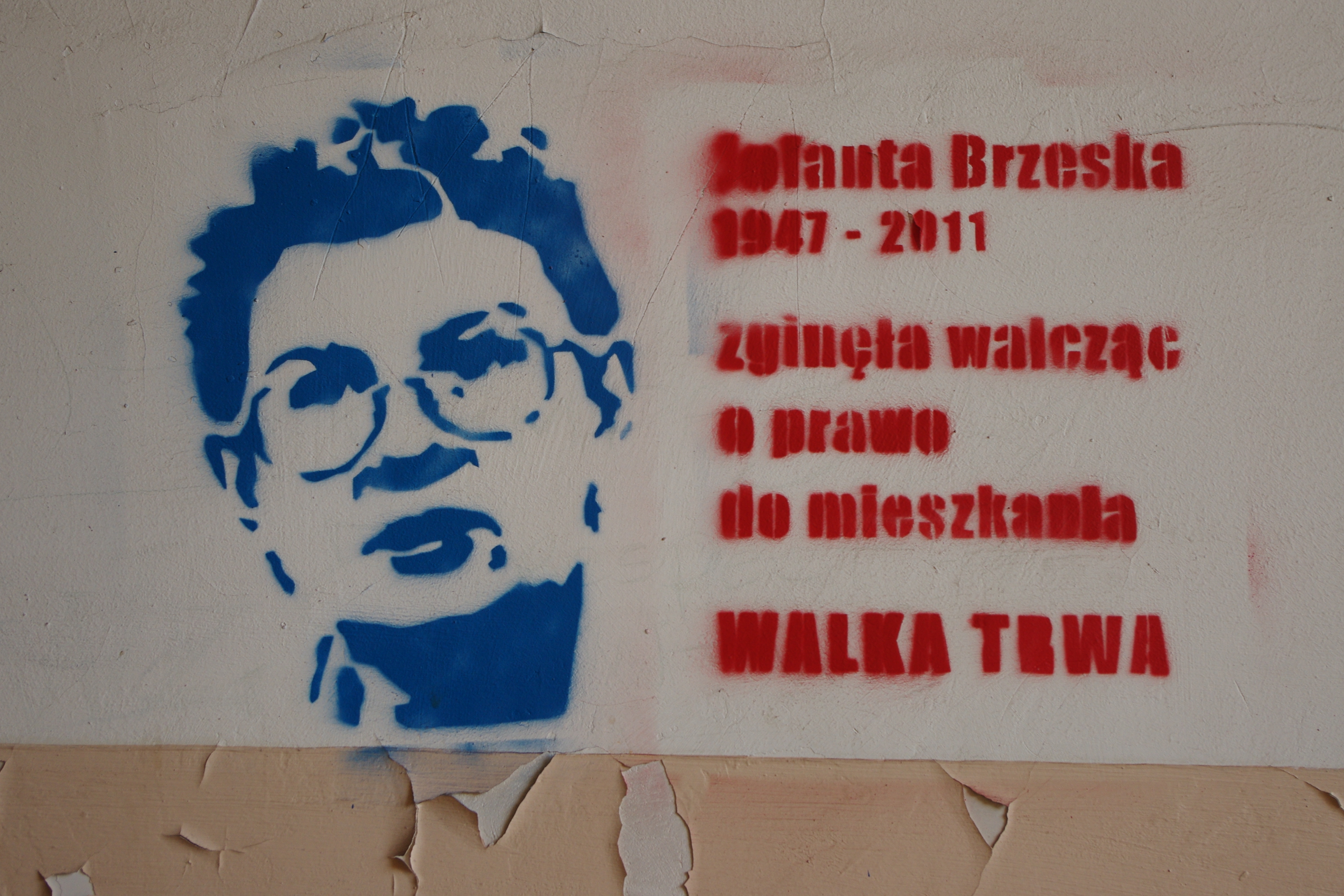
Graffiti commemorant Jolanta Brzeska a l'edifici de la ul. Wilcza 19 a Varsòvia.

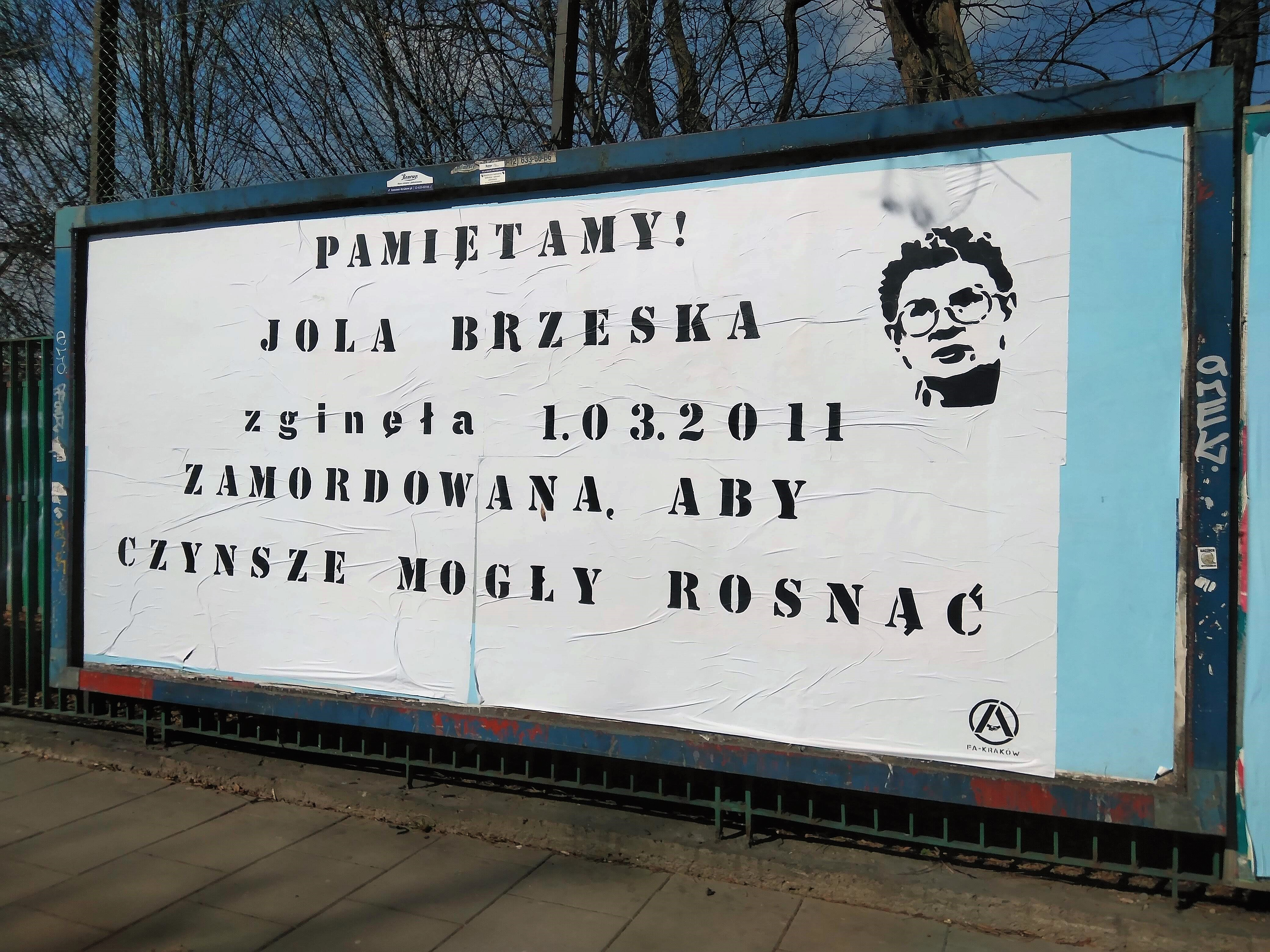
Commemoració del 10è aniversari de la mort de Jolanta Brzeska.

- Jolanta Brzeska s'ha convertit en una icona de la lluita[11] dels llogaters i un símbol del moviment dels llogaters.
- El 25 de febrer de 2012 va tenir lloc l'estrena de l'obra "Qui va matar Alyona Ivanovna?" al Teatre Dramatyczny de Varsòvia, dirigida per Michał Kmiecik. L'obra es va inspirar en Crim i càstig de Dostoievski i en la història de Jolanta Brzeska.
- Jolanta Brzeska és l'heroïna de la cançó i el vídeo musical "Who killed Jolanta Brzeska" rodada pel duo Kopyt/Kowalski, compost per Szczepan Kopyt i Piotr Kowalski.
- Una cançó dedicada a Jolanta Brzeska titulada "To jest piosenka o różnych rzeczach" va ser escrita i publicada per Pablopavo.
- En el sisè aniversari de la mort de Jolanta Brzeska, l'1 de març de 2017, es va obrir una plaça que portava el seu nom a Varsòvia, situada a la intersecció dels carrers Zakrzewska i Iwicka al barri de Mokotów, prop del carrer Nabielaka, i també es va col·locar una pedra commemorativa al lloc.[13]
- L'any 2017, Teatroteka va gravar una gravació de l'obra "The Burning of Joanna" basada en el text de Magdalena Miecznicka, dirigida per Agata Baumgart.
- El 25 de febrer de 2021, el Sejm va adoptar una resolució que commemorava Jolanta Brzeska en el 10è aniversari de la seva mort i del seu assassinat.
- El 10 de juny de 2021, vJolanta va rebre la ciutadania honorífica de Varsòvia.
- La pel·lícula del 2021 "Tenant" dirigida per Michał Otłowski explica la història de l'escàndol de la reprivatització i l'assassinat de Brzeska. El paper de Janina Markowska, inspirat en Brzeska, va ser interpretat per Sławomira Łozińska.
- La sèrie criminal "Feedback" del 2023 també retrata la vida de Jolanta Brzeska com a inspiració per a la figura de l'assassinat del personatge de Małgorzata Kalska.